# Luthulenchelys heemstraorum
Luthulenchelys heemstraorum är en fiskart som beskrevs av Mccosker 2007. Luthulenchelys heemstraorum ingår i släktet Luthulenchelys och familjen Ophichthidae. Inga underarter finns listade i Catalogue of Life.